# Александър Николов (волейболист)
Вижте пояснителната страница за други личности с името Александър Николов.
Александър Владимиров Николов е български волейболист.   

## Биография
Роден на 30 ноември 2003 г. в Тур, Франция. Син е на дългогодишния български национал по волейбол Владимир Николов и съпругата му Мая, треньорка по волейбол. Има двама по-малки братя, Симеон и Филип, като Симеон също се занимава професионално с волейбол. Има и по-малка сестра – Дария.
Тръгва по стъпките на баща си от ранна детска възраст. Започва да играе волейбол през 2010 г. в Бурса, където по това време се състезава баща му.   
Продължава висшето си образование в Съединените американски щати, където играе в колежанското първенство с отбора на своя университет – Long Beach State University Athletics.

## Спортна кариера
Играе на поста посрещач, но понякога се изявява и като диагонал. Висок е 2,07 м. 
Започва развитието си в „Левски“ – София, като играе при младежите. В периода 2019 – 2020 г. играе в мъжкия отбор на клуба. След това учи и играе в университетския отбор на Long Beach - Калифорния 2020 – 2022 г. 
През 2022 г. взима решение да стане професионален играч. Сключва договор с отбора на Кучине Лубе Чивитанова, Италия.

## Награди (непълно)
Вицесветовен шампион с младежкия национален отбор на България до 19 години (2021).
Награда за най-добър посрещач на световното до 19 години (2021).
През 2022 г. е обявен за спортист №7 на България.    

### Клубни награди
2022/2023 г. – второ място в италианското първенство с отбора на Кучине Лубе Чивитанова. 